# 竹の台
竹の台（たけのだい）は、兵庫県神戸市西区の町名。一丁目から六丁目がある。郵便番号は651-2274

## 地理
西区に所属している。東は糀台に接する。西は樫野台に接する。北は美賀多台、南は櫨谷町栃木と接する。

## 交通
地下鉄　鉄道はないが　神戸市バスが通っている

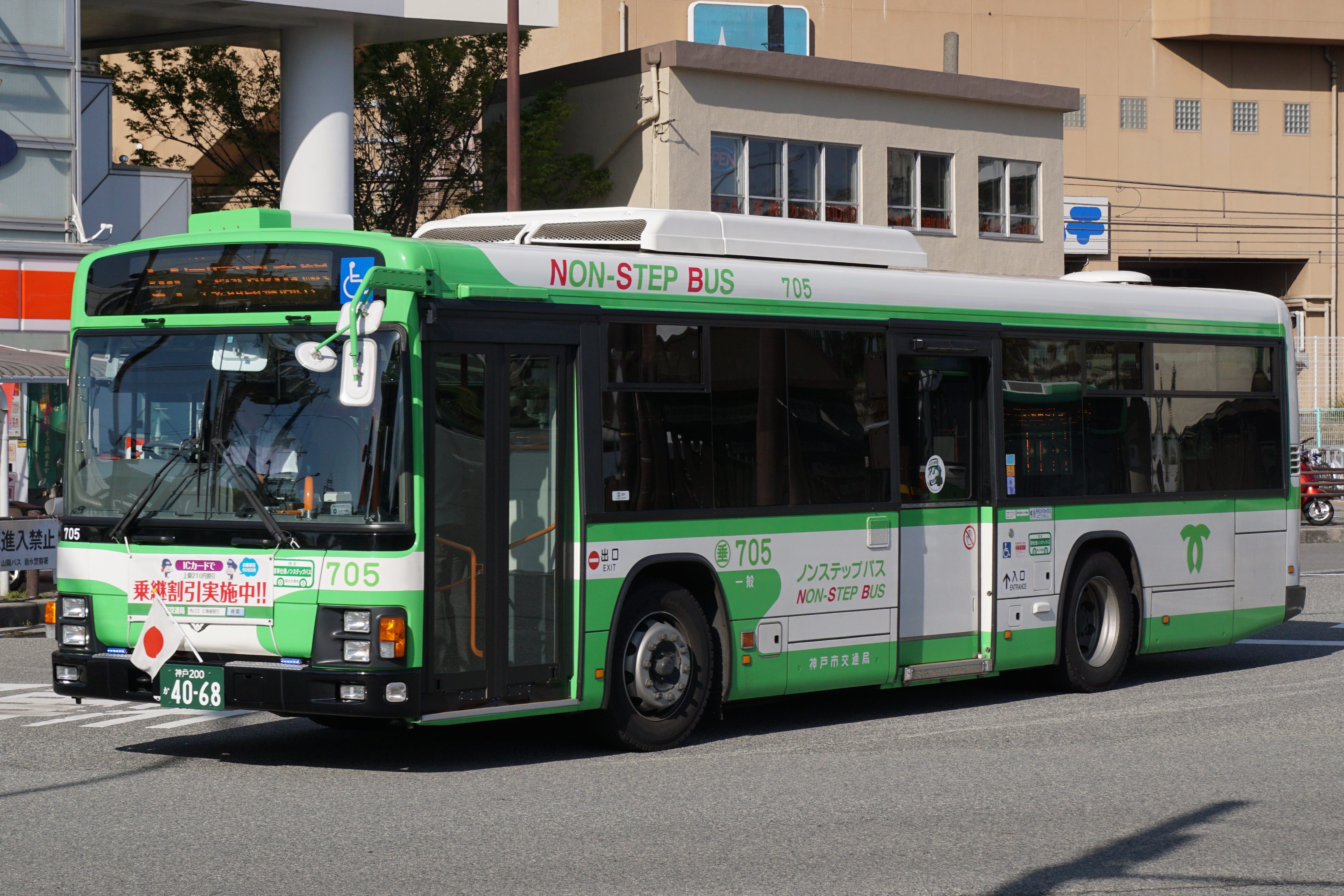
神戸市バス

### 神戸市バス
| 系統 | 起点         | 経由バス停                                        | 終点     |
| ---- | ------------ | ------------------------------------------------- | -------- |
| 28   | 西神中央駅前 | (糀台)-竹の台5丁目-西神中学校-竹の台公園-(樫野台) | 西体育館 |

## 校区
市立小・中学校に通う場合、校区は以下の通りとなる

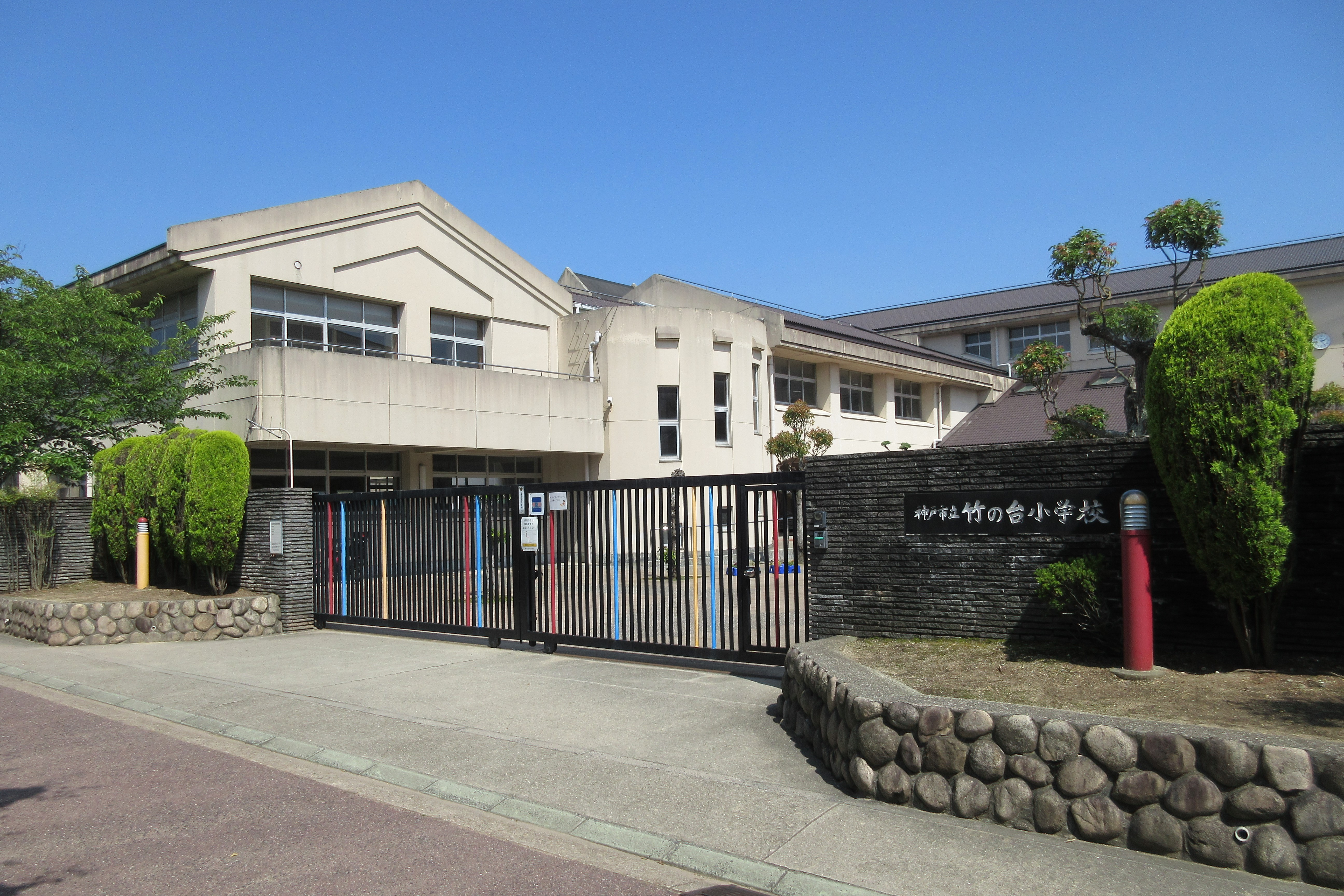
竹の台小学校
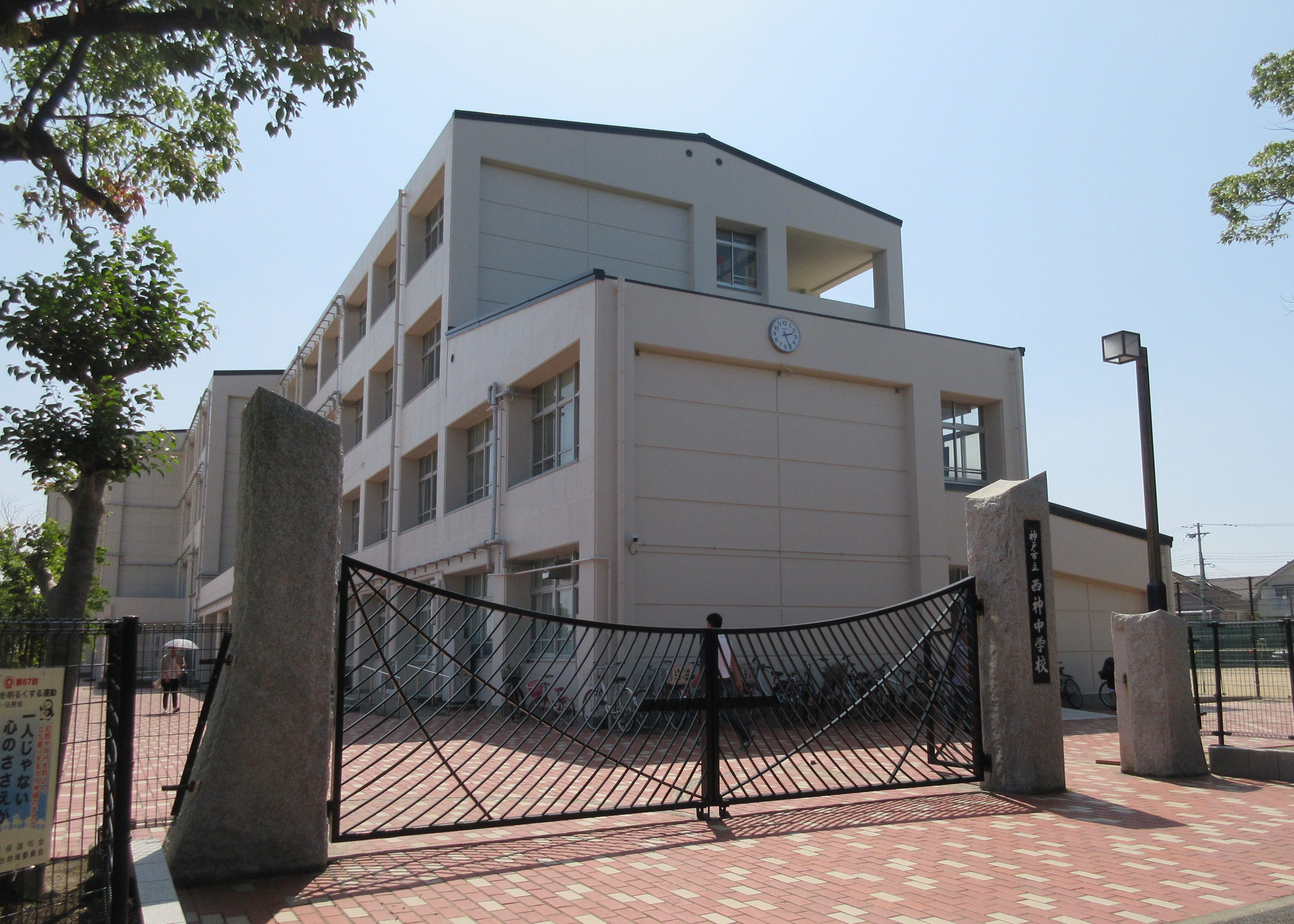
西神中学校

| 丁目 | 小学校       | 中学校     |
| ---- | ------------ | ---------- |
| 1    | 竹の台小学校 | 西神中学校 |
| 2    | 竹の台小学校 | 西神中学校 |
| 3    | 竹の台小学校 | 西神中学校 |
| 4    | 竹の台小学校 | 西神中学校 |
| 5    | 竹の台小学校 | 西神中学校 |
| 6    | 竹の台小学校 | 西神中学校 |

- 竹の台小学校
- 西神中学校

## 施設

### 1丁目

#### 公園
- 竹の南公園
- 竹の東公園

### 2丁目

#### 公園
- 竹の中公園

#### 学校等
- 竹の台小学校
- 桑ノ木幼稚園
- 竹の台保育園
- 竹の台児童館

商業施設
- たけのプラザ

その他
- 神戸竹の台郵便局
- 竹の台交番

### 3丁目

#### 公園
- 竹の台公園

### 4丁目

#### 公園
- 竹の西公園

### 5丁目

#### 公園
- 竹の地蔵公園

学校
- 西神中学校

### 6丁目

#### 公園
- 竹の北公園

#### 施設
- 万代　西神中央店
- Seriaミリオンタウン西神中央店
- しまむら西神中央店
- ココカラファイン薬局西神中央店